# Wathay család
A felsővattai Wathay (Wattay, Vattay, Vatay) család ősi magyar nemesi család, mely hagyományosan Vata  11. századi vezértől származtatta magát. A család valószínűleg a 9. század közepén élt Vata (keresztény neve Salamon, kony-fehér hun neve Batonya) Kárpát-medencei uralkodótól származik. A család ősi birtoka Vatta község, mely korábban Alsó- és Felsővatta néven két részből állt. A család az utóbbiról vette előnevét. Az uralkodóról nevezték el Vatasomlyó-Szilágysomlyó, Bélvata, Vajasvata és Battonya településeket is. 
A Wathayak első okleveles említése 1303-ból való. A család tagjai különösen a török időkben tűntek ki katonai téren.

## Jelentős családtagok
- Wathay Ferenc katona Velike, Sztrisnyák, Kapuvár és Léka várkapitánya 1529-ig
- Wathay Lőrinc katona Csesznek várkapitánya
- Wathay Ferenc katona, költő 1610-ig
- Vatay Lukács Detrekő várkapitánya, Magyar Kamara főpénztárnoka 1652-ig
- Wattay I. Pál Pest-Pilis-Solt vármegye h. alispán 1701-ig
- Wattay János Pest-Pilis-Solt vármegye kuruc alispán 1723-ig
- Wattay III. Pál a pomázi kastély építtetője
- Wattay Borbála a sziráki kastély építtetője

## Külső hivatkozások
- Bátonyi Pál: Székely-fehér hun uralkodók a 9. századi Kárpát-medencében. Vác 2022
- Bátonyi Pál: A Wattay család, akik betelepítették Sződöt
- A Wattay család
- Dunakeszi Helytörténeti Szemle 2014/3, 2015/1. Bátonyi Pál:A Wattay család Dunakeszit birtokló tagjai